# Teatro Trianon (Milano)

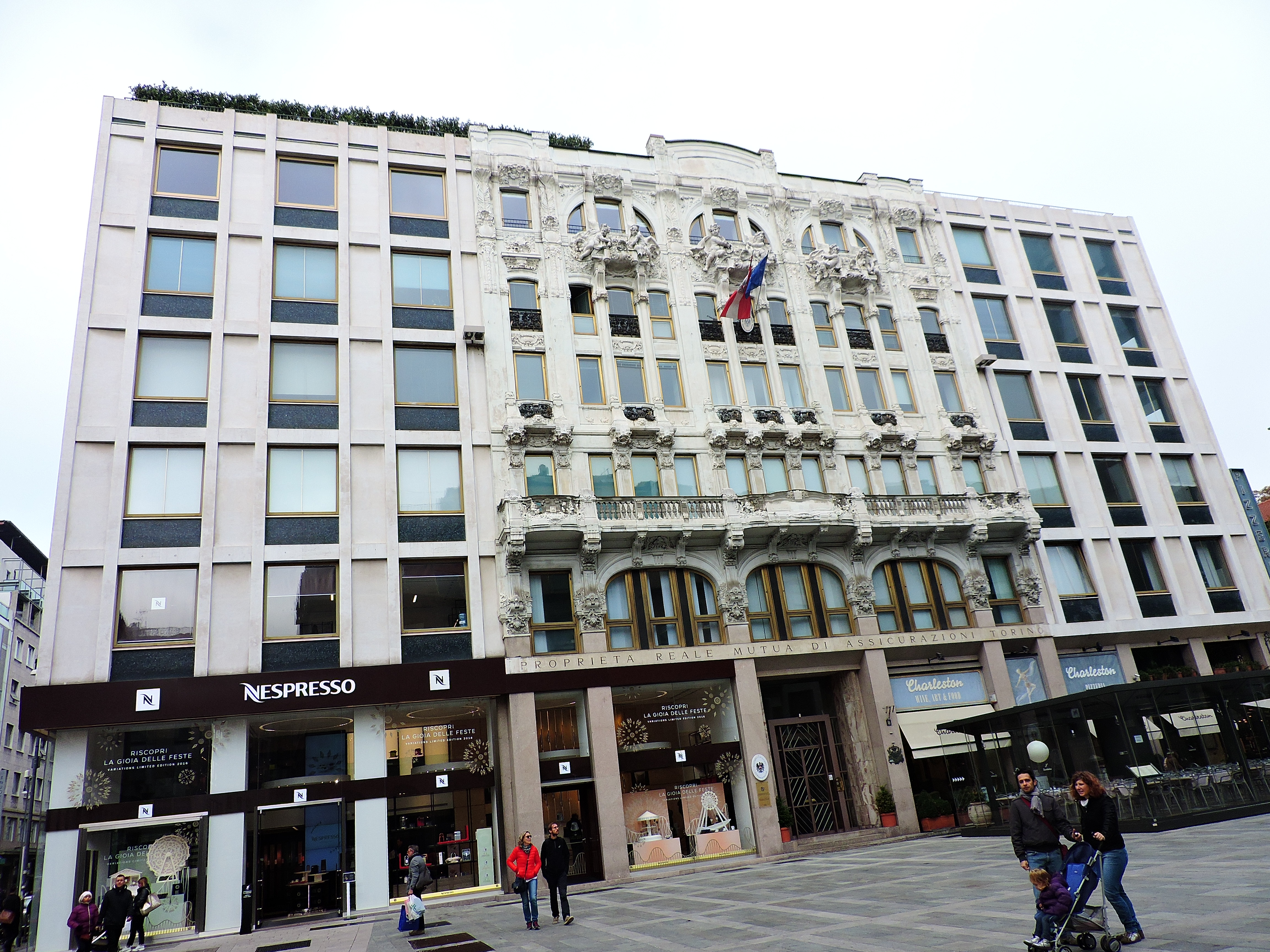
La facciata nel contesto del Palazzo della Società Reale Mutua di Assicurazioni, in Piazza del Liberty a Milano

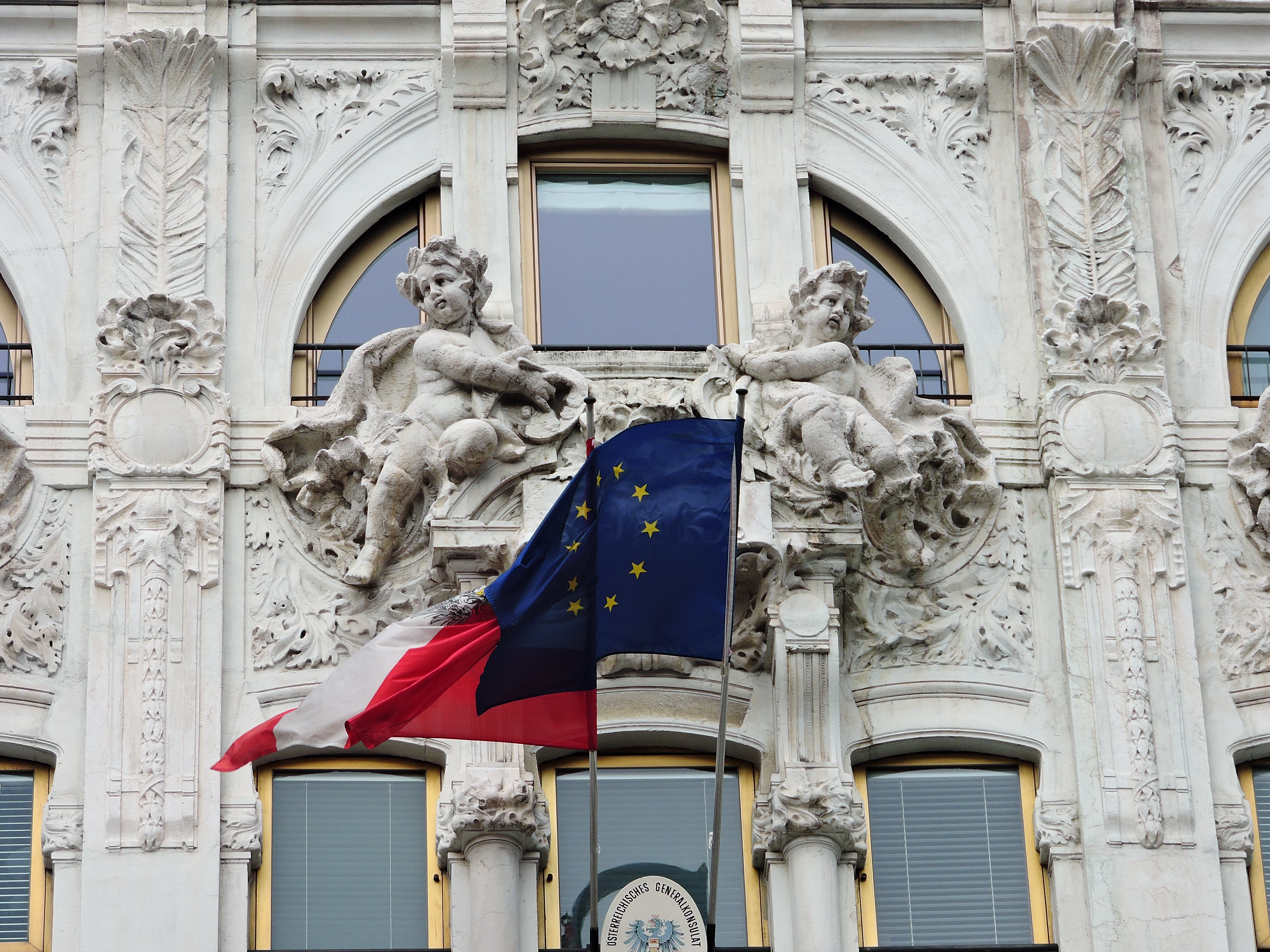
Dettaglio della facciata

Inaugurato nel 1903, il Teatro Trianon rappresentò un'icona dell'architettura liberty nel campo milanese. Situato inizialmente al piano terra dell'Albergo del Corso, accanto alla Galleria Tre Arti, il Trianon si distinse per la sua eleganza e innovazione. Progettato dagli architetti Angelo Cattaneo e Giacomo Santamaria, l'edificio, originariamente l'Hotel Splendid al Corso, sostituì il precedente Teatro Milanese di Cletto Arrighi e fu inizialmente diretto da Alfredo Bracchi e Arturo Boccassini. Sul suo palcoscenico si esibirono artisti di spicco, tra cui Ettore Petrolini, che nel 1908 lo scelse per il suo ritorno sulle scene in Italia dopo una tournée in America del Sud.
Caratterizzato dall'uso abbondante del colore rosa negli arredi, il Trianon poteva ospitare circa mille persone e presentava una balconata innovativa. Oltre allo spazio principale il teatro comprendeva il Pavillon dorè, una sala sotterranea dove gli spettatori potevano socializzare con gli artisti dopo lo spettacolo. Durante l'estate, gli spettacoli si trasferivano nel giardino, trasformando il Trianon in Trianon-Giardino. Il teatro ospitava anche una saletta secondaria, dove nel 1936 venne eseguita per la prima volta La Madonina di Giovanni D'Anzi.
Rinomato per la sua programmazione variegata che spaziava dal teatro di varietà alla prosa, divenne rapidamente un luogo di ritrovo alla moda, richiamando sia i futuristi di Marinetti sia i nostalgici della "belle epoque". Tra gli eventi degni di menzione ospitati vi è l'esordio de Il Nuovo Teatro futurista l'11 gennaio 1924, con rappresentazioni di opere sintetiche e sperimentali, che vedevano la partecipazione di personalità come il citato Marinetti, Rodolfo De Angelis e Diana MacGill.
Nel 1938, il teatro fu ribattezzato Mediolanum per conformarsi alle nuove leggi fasciste sulla lingua italiana e successivamente fu convertito in un cinema. Tuttavia, nel 1943, un bombardamento devastò la zona circostante, danneggiando gravemente l'edificio. Nonostante ciò la facciata rimase intatta e fu ricollocata sul Palazzo della Società Reale Mutua di Assicurazioni.
Dopo la guerra, il Mediolanum riaprì, seppur in condizioni semi-diroccate (mentre il sotterraneo fu trasformato nel Cinema Mediolanum), continuando a essere un punto di riferimento culturale. Questo periodo segnò anche un'attenzione crescente da parte del teatro verso il repertorio partenopeo, riflettendo l'influenza dell'immigrazione meridionale a Milano, con opere come "Napoli milionaria", "Questi fantasmi" e "Filumena Marturano" di Eduardo De Filippo, che fecero il loro debutto al nord proprio al Mediolanum.
Nel 1954, l'edificio venne demolito. Il sotterraneo Pavillon dorè fu usato quale sala da ballo e night club fino al 1985.